# همفري جون ستيوارت
همفري جون ستيوارت (بالإنجليزية: Humphrey John Stewart)‏ هو ملحن أمريكي، ولد في 22 مايو 1856، وتوفي في 1932.

## وصلات خارجية
- همفري جون ستيوارت على موقع ميوزك برينز (الإنجليزية)